# Takeshita-dōri
Takeshita-dōri (竹下通り) est une rue piétonne très animée du quartier Harajuku de l'arrondissement de Shibuya à Tokyo.

## Situation et accès
La rue se situe juste en face de la gare de Harajuku. La fameuse Omotesandō, parallèle à Takeshita-dōri n'est qu'à quelques mètres.
Cette rue est composée de magasins très appréciés des adolescents japonais mais aussi un point d'attraction important du quartier. Cette rue est aussi un incubateur de tendance et de mode qui envahissent ensuite parfois le Japon.

## Bâtiments remarquables et lieux de mémoire

### Commerces
On y trouve un grand nombre de boutiques très prisées des Gothic Lolita et un très grand 100-yen shop.

### Restauration
- Mac Donald
- Yoshinoya

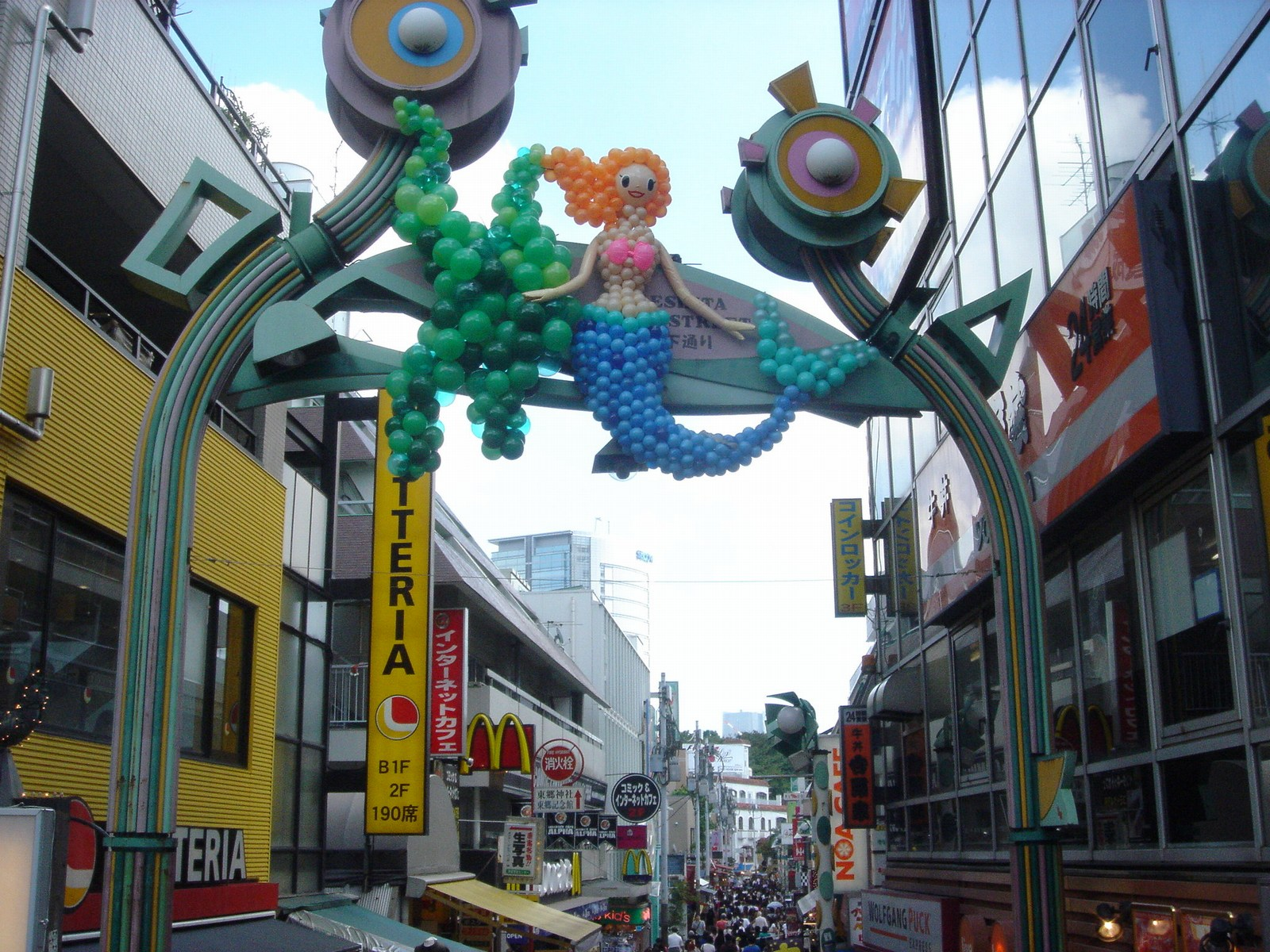
Arche d'entrée
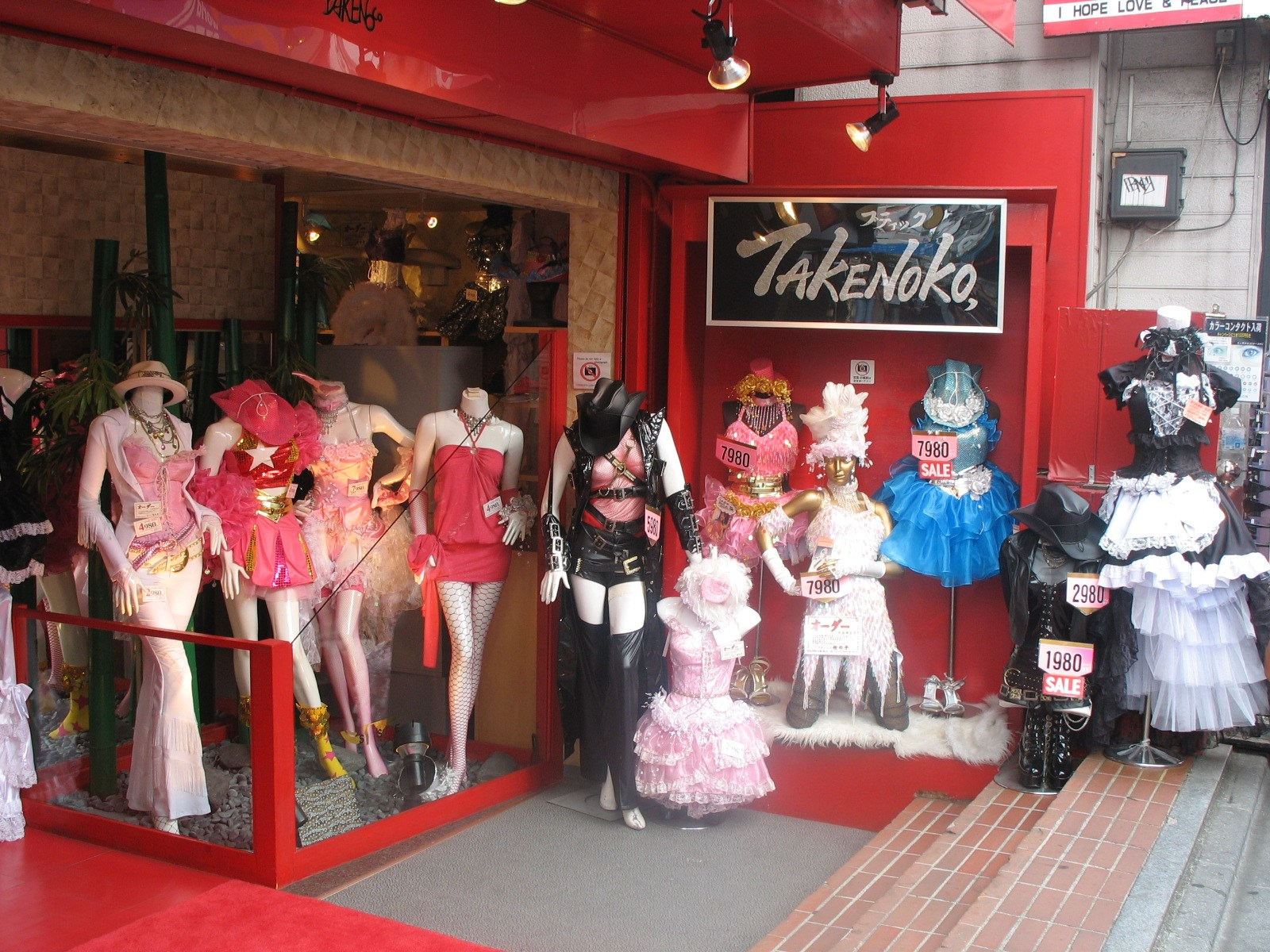
Boutique typique
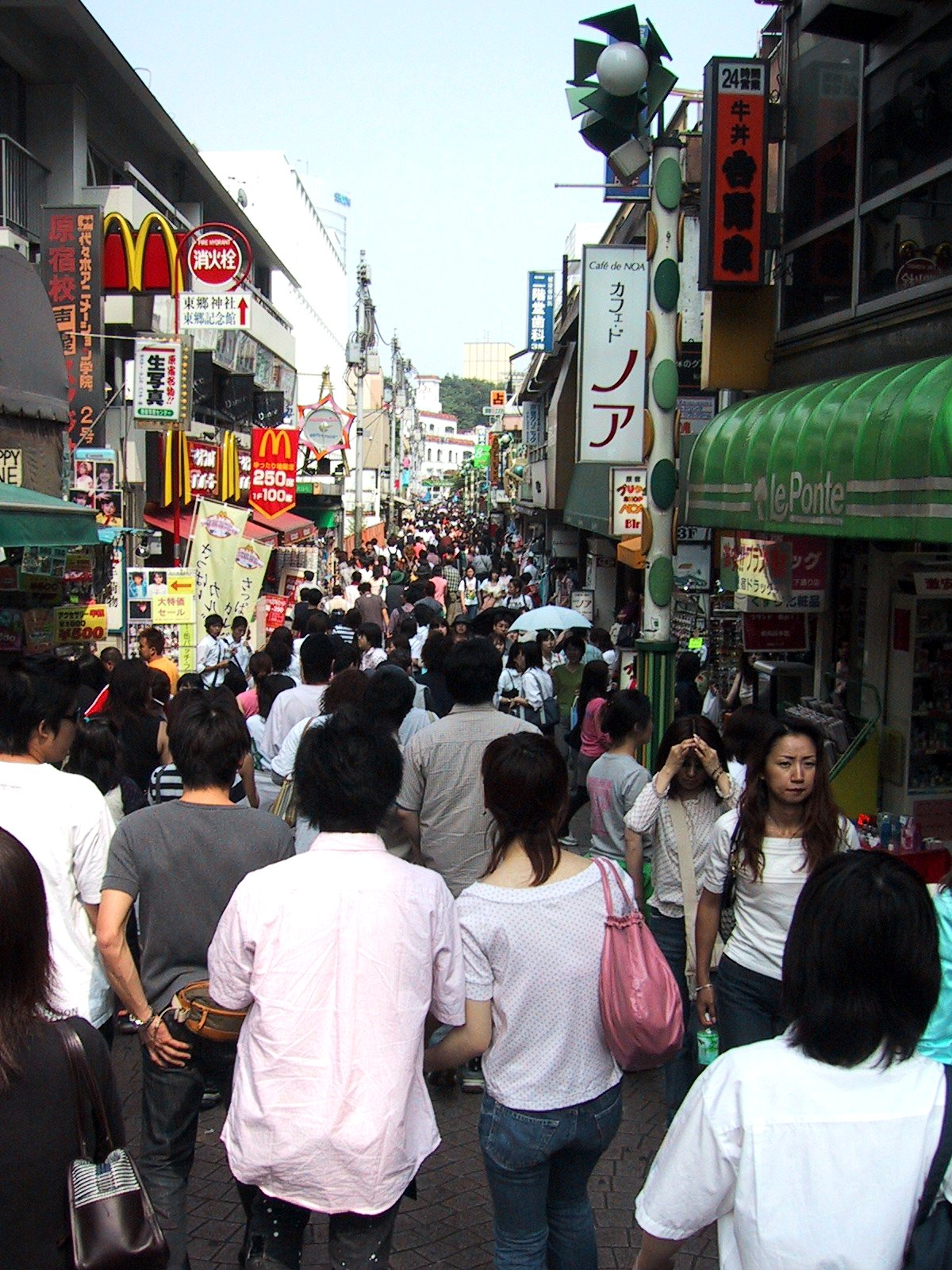
Vue d'ensemble de la rue